# 米津龍一
米津 龍一（よねつ りゅういち、1979年10月5日（45歳） -）は日本の気象キャスター、気象予報士。オフィス気象キャスターを経て2020年3月よりウェザーマップ所属。A型。

## 略歴
大阪府茨木市出身。関西外国語大学スペイン語学科を卒業後、一般企業で営業職に就職。アメリカに駐在したこともあった。その後、2017年に気象予報士に転身し、2017年3月から2020年3月まで北海道テレビ放送（HTB）との専属契約でHTBの「イチモニ!」の土曜日のお天気コーナーなどを担当した。2020年3月からはテレビ山梨（UTY）との専属契約でUTYの「スゴろく」の気象コーナーを担当する。

## 現在の担当番組
- スゴろく（UTY、2020年3月 - ）

## 過去の担当番組
- イチモニ! 土曜（HTB、2017年3月 - 2020年3月） 
  - 英語が得意であるため、お天気コーナーでは天気と英語を絡めたコーナー「天グリッシュ」を行った。
- イチオシ!ピックアップ 木曜・金曜（HTB）
- HTBニュース（ワイド!スクランブル ローカル天気枠、HTB）
- この他、「イチモニ!」平日版や「イチオシ!!」のお天気コーナーに代役で出演することもあった。